# Lazy pod Makytou
Lazy pod Makytou je naseljeno mjesto u okrugu Púchov u  Trenčínskom kraju u Slovačkoj.

## Stanovništvo
| Godina:     | 1993. | 2003.   | 2013.    | 2023.   |
| ----------- | ----- | ------- | -------- | ------- |
| Broj ljudi: | 1474  | 1428    | 1280     | 1217    |
| Razlika:    |       | -3,12 % | -10,36 % | -4,92 % |

| Godina:     | 2022. | 2023.   |
| ----------- | ----- | ------- |
| Broj ljudi: | 1215  | 1217    |
| Razlika:    |       | +0,16 % |

Prema podacima o broju stanovnika iz 2023. godine naselje je imalo 1217 stanovnika.

## Vanjske poveznice
|  | Zajednički poslužitelj ima još gradiva o temi Lazy pod Makytou |

- Službena stranica naselja (sl.)